# Koovi
Koovi (Duits: Kowi) is een plaats in de Estlandse gemeente Saaremaa, provincie Saaremaa. De plaats heeft de status van dorp (Estisch: küla).
Tot in december 2014 behoorde Koovi tot de gemeente Lümanda, daarna tot in oktober 2017 tot de gemeente Lääne-Saare en sindsdien tot de fusiegemeente Saaremaa.

## Bevolking
Het dorp had 8 inwoners op 31 december 2011 en 6 inwoners op 31 december 2021.

## Ligging
Koovi ligt aan de westkust van het eiland Saaremaa.

## Geschiedenis
Koovi werd voor het eerst genoemd in 1645 onder de naam Kowi Niggo, een boerderij op het landgoed van Karala. In 1900 werd de plaats onder de Russische naam Коови voor het eerst genoemd als dorp.
In 1977 werd Koovi bij het buurdorp Kipi gevoegd. In 1997 werd het weer een zelfstandig dorp.

## Geboren in Koovi
- August Mälk (1900-1987), schrijver